# Région ecclésiastique de la Basilicate

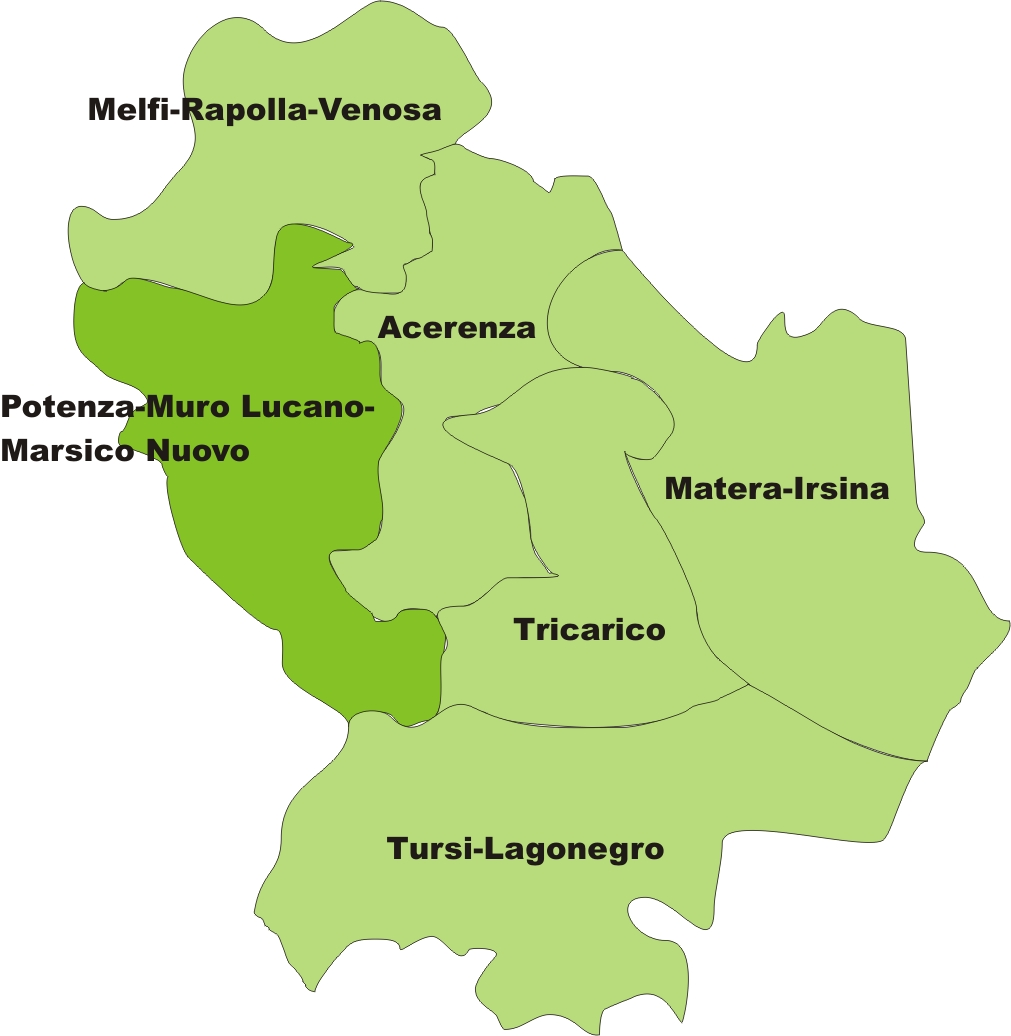
Carte de la région ecclésiastique de la Basilicate

La région ecclésiastique de la Basilicate (en italien : Regione ecclesiastica Basilicata) est l'une des seize régions ecclésiastiques que compte l'Église catholique romaine en Italie.
Cette circonscription d'une superficie de 9 903 km2 couvre la totalité de la région administrative de la Basilicate et ses 578 173 habitants répartis sur 274 paroisses. En 2025, elle compte 303 religieux séculiers, 63 religieux réguliers et 40 diacres permanents.

## Archidiocèses et diocèses de la région
Outre l'archidiocèse métropolitain de Potenza-Muro Lucano-Marsico Nuovo, la région compte deux autres archidiocèses :
- Acerenza
- Matera-Irsina

Ainsi que 3 diocèses :
- Melfi-Rapolla-Venosa
- Tricarico
- Tursi-Lagonegro

### Articles liés
- Église catholique en Italie
- Liste des diocèses et archidiocèses d'Italie